# Balili
Balili è una circoscrizione mista (mixed ward) della Tanzania situata nel distretto di Bunda, regione del Mara. Conta una popolazione di 15 524 abitanti (censimento 2012).